# Carl Frederik Axel Bror von Blixen-Finecke
Pour les articles homonymes, voir Blixen et Finecke.
Le baron Carl Frederik Axel Bror von Blixen-Finecke, né le 15 août 1822 à Dallund (Fionie) et mort le 6 janvier 1873 à Malmö, est un homme politique suédo-danois.

## Biographie
Carl Frederik von Blixen-Finecke est issu d'une famille de la noblesse suédoise et danoise, originaire de Poméranie. Son père, le baron Conrad Frederik von Blixen-Finecke, est chambellan à la cour et héritier de deux fideicommis, celui de Dallund dans l'île de Fionie (Danemark), ainsi que celui de Næsbyholm en Scanie (Suède). La famille possède aussi deux domaines en Poméranie occidentale, celui de Klein Zastrow (près de Dersekow) et de Sestelin, (près de Dargelin).
Carl Frederik von Blixen-Finecke perd ses parents, alors qu'il n'a que sept ans et il est élevé sous le régime d'une stricte curatelle familiale. Il hérite du manoir de Dallund et de ses terres, ainsi que du château de Næsbyholm et de son vaste domaine agricole. Il hérite aussi des domaines de Klein Zastrow, près de Dersekow, et de Sestelin, près de Dargelin, tous les deux en Poméranie occidentale en 1844, à la mort de son oncle Rheinhold.
Il étudie le droit à l'université de Göttingen (où il est membre de la corporation Hannovera Göttingen).
Il épouse en premières noces, le 8 octobre 1842, Charlote-Adélaïde-Sophie Ankarcrona, fille du chambellan à la cour de Suède, Theodor Vilhelm Ankarcrona, et de son épouse, née baronne Charlotte Strure ; et en secondes noces en 1854 la princesse Augusta de Hesse-Cassel (1823-1899), fille du landgrave Guillaume de Hesse-Cassel (1787-1867), général de l'armée danoise et gouverneur de Copenhague. Elle est aussi la sœur de la future reine Louise de Danemark (1817-1898). Le baron von Blixen-Finecke est donc le beau-frère du roi Christian IX.
Le baron von Blixen-Finecke est membre du Folketing, ministre du Schleswig et, sous le gouvernement de Carl Eduard Rotwitt, ministre des Affaires étrangères du royaume de Danemark.

## Famille
Il est le père de Frederik von Blixen-Finecke (1847-1919), et le grand-père de Bror von Blixen-Finecke.

## Galerie

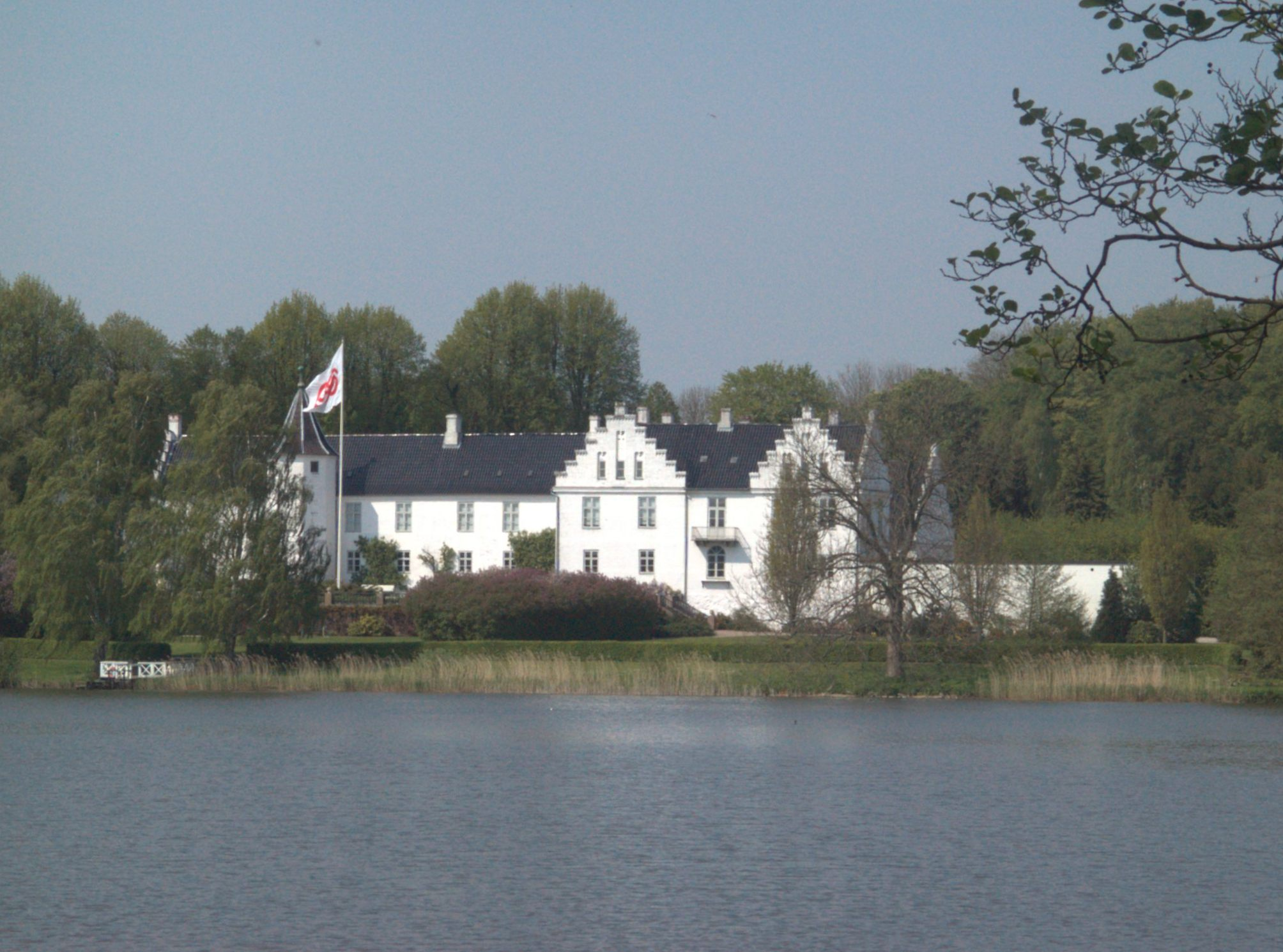
Manoir de Dallund
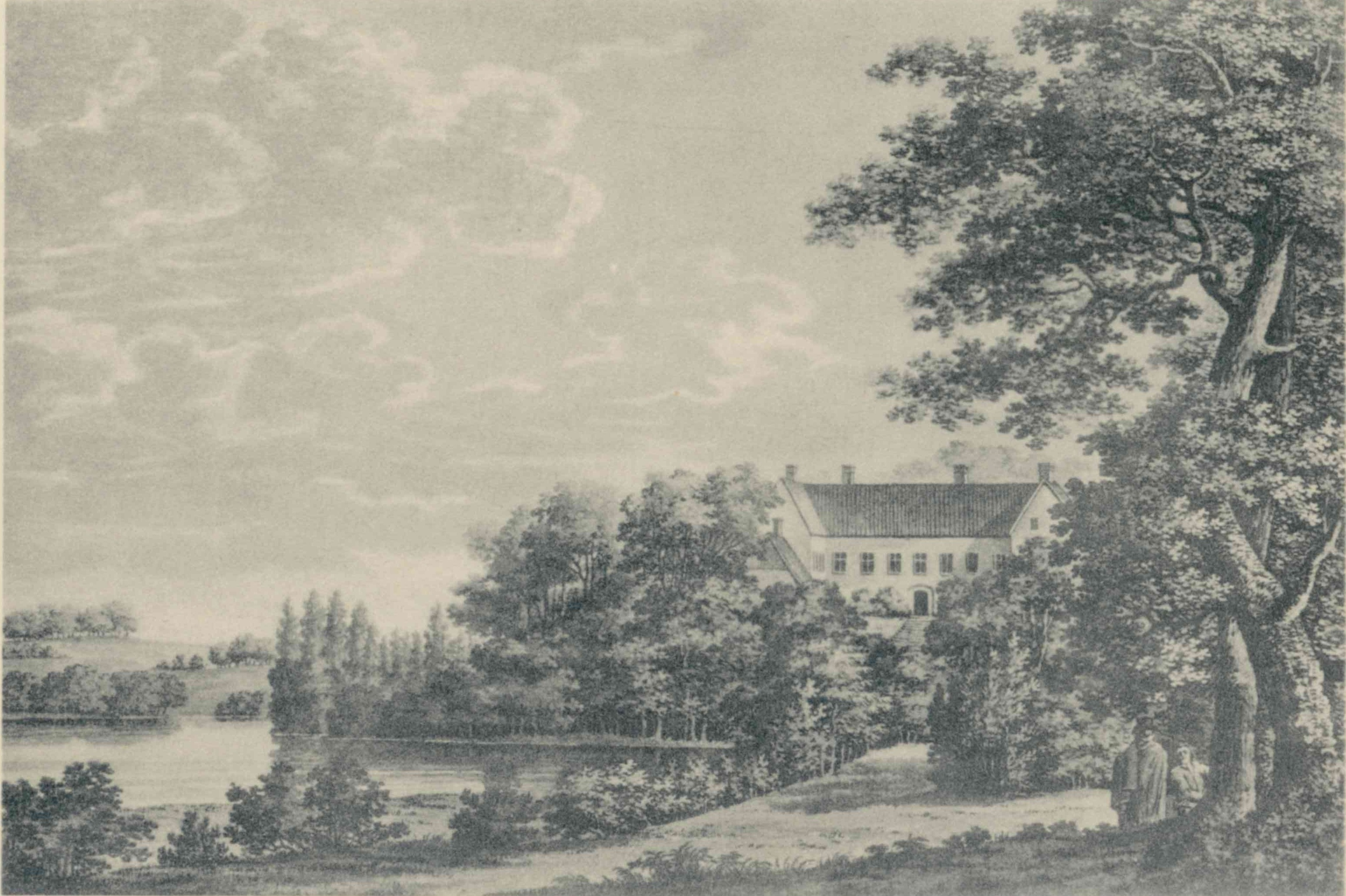
Gravure de Näsbyholm en 1822
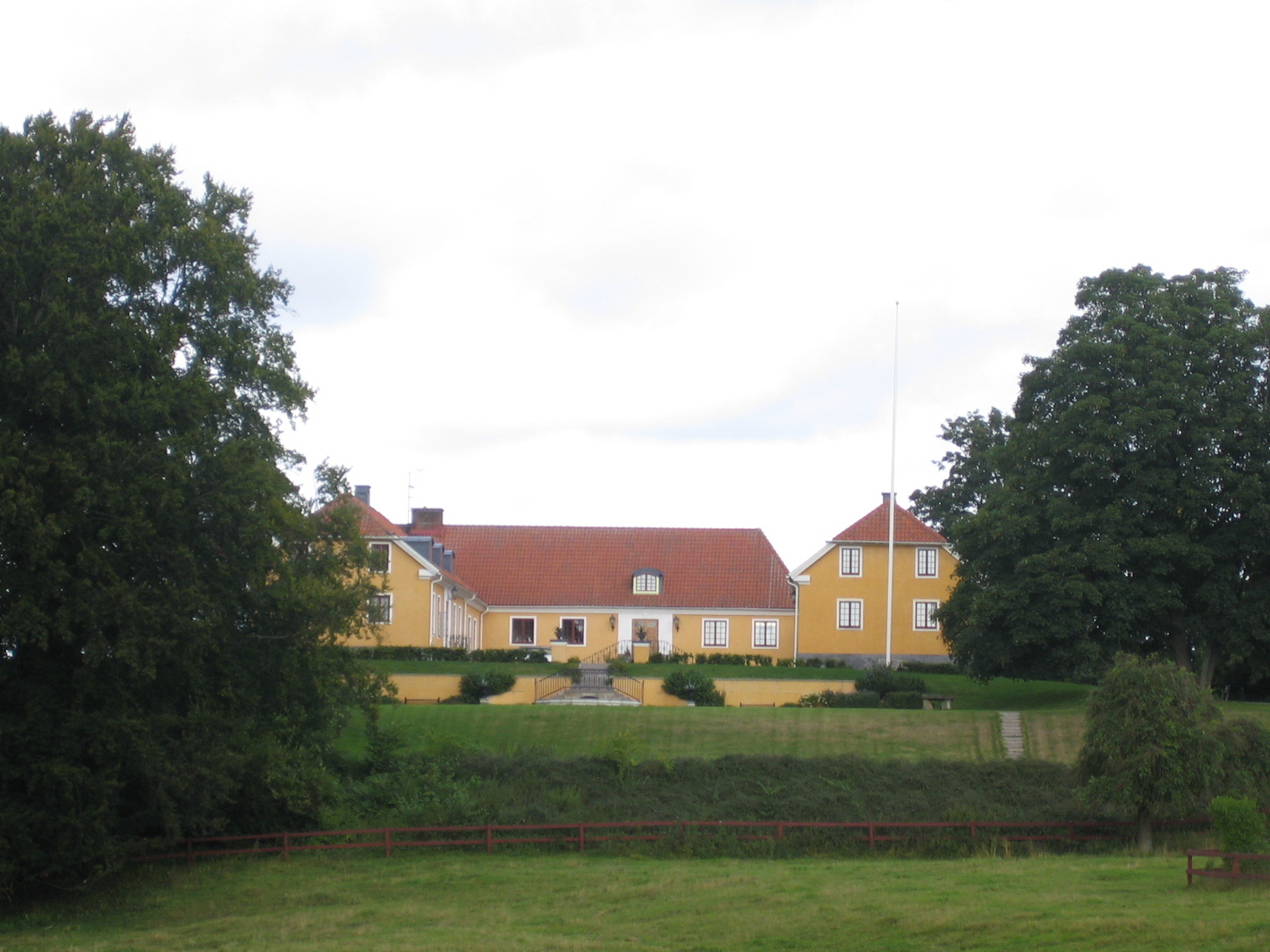
Näsbyholm aujourd'hui
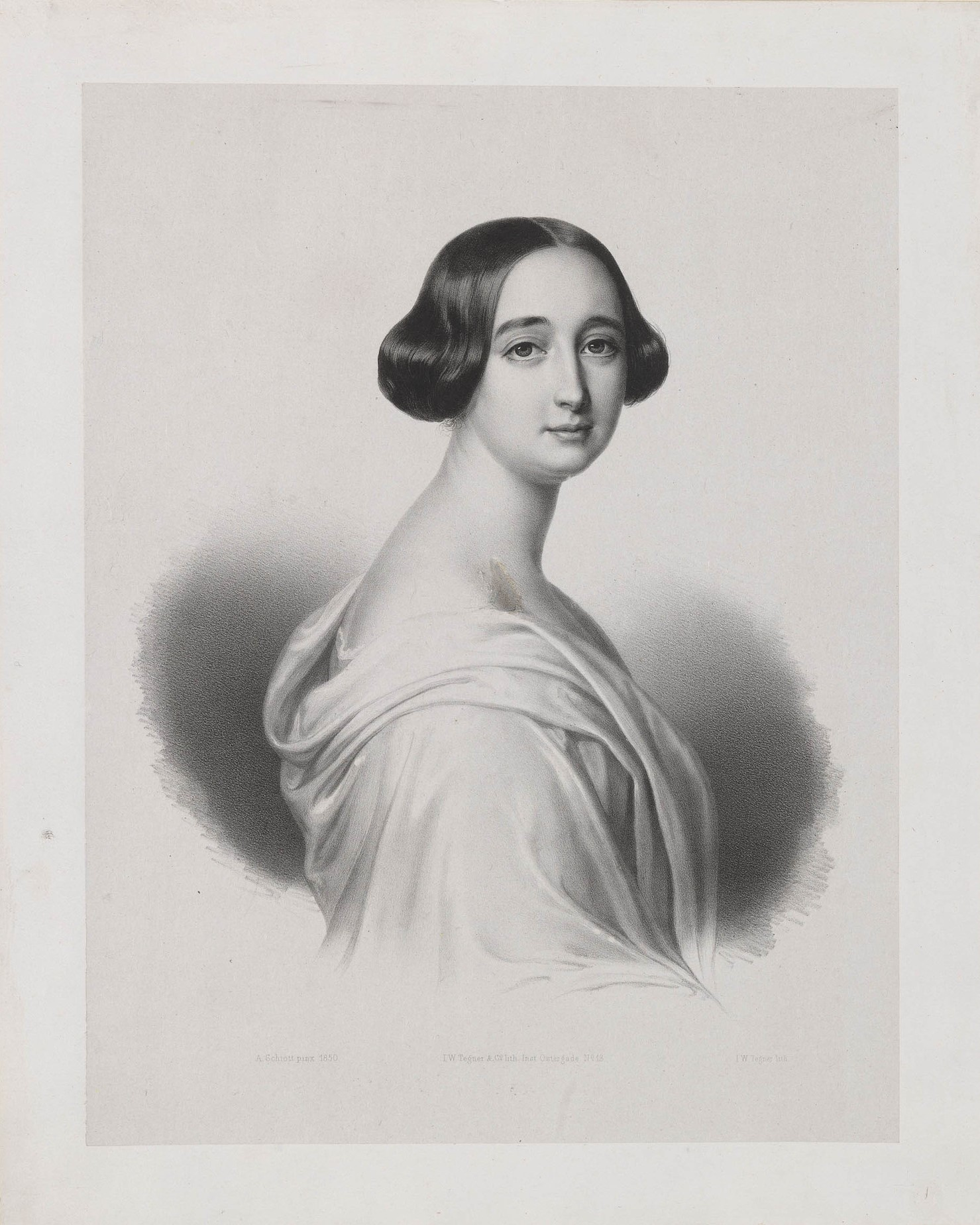
Portrait de la princesse Augusta de Hesse-Cassel, épouse du baron von Blixen-Finecke